# Susedgrad

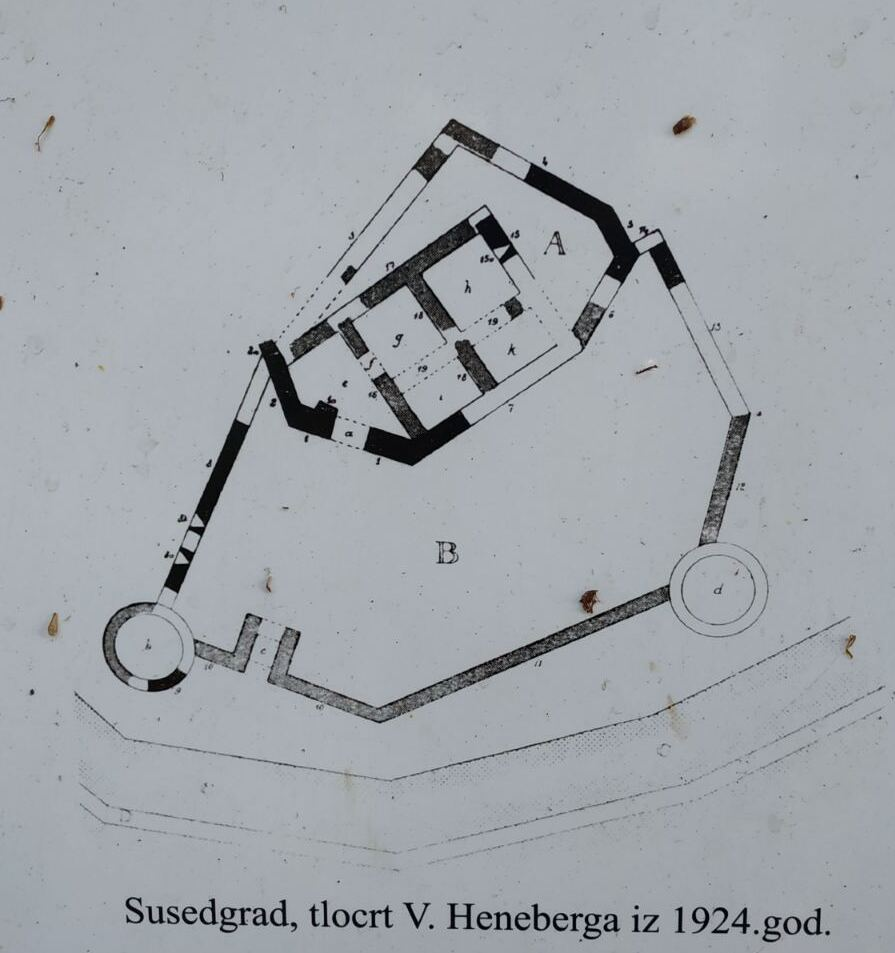
Grundriss von Susedgrad

Die Burg Susedgrad befindet sich etwa 14 km westlich am Rande der Stadt Zagreb, auf einem etwa 195 m hohen Felsen des Gebirgszuges Medvednica in der Gespanschaft Zagreb. Die Burg ist verfallen und es sind nur noch die Überreste der Burganlage vorhanden.

## Geschichte
Die Burg Susedgrad  wurde vermutlich bereits in der Mitte des 13. Jahrhunderts erbaut. Im Jahr 1287 wurde sie zum ersten Mal als „Zumzed“ in einer Schenkungsurkunde während der Herrschaft von Ladislav IV. an die Zisterzienser, die damals in der näheren Umgebung ein Kloster besaßen, erwähnt. Bis zum Jahr 1345 befand sich Susedgrad im königlichen Eigentum. Der kroatisch-ungarische König Ludovik I. aus dem Haus Anjou übertrug die Burg an Nikola Tóth, einem Abkömmling der Familie Aka.
Diese blieb bis 1439 in der Hand der Familie und wechselte erst mit der Heirat von Dora Tóth mit Andreas Henning den  Besitzer. Danach wechselte die Burg im Laufe des weiteren Jahrhunderts immer wieder den Eigentümer, bis sie im Jahr 1559 wieder zu den Hennings gelangte.
Nachdem die Hälfte des Besitzes der Herrschaft Susegrad-Stubica der Familie Henning im Jahr 1566 von der ungarischen Kammer beschlagnahmt worden war, gelang diese in den Besitz von Franjo Tahy der die dortige Bevölkerung mit seinen Soldaten gewaltsam unterdrückte, die Bewegungsfreiheit der Bauern stark einschränkte und so den kroatisch-slowenischen-Bauernaufstand im Jahr 1573 auslöste.
Anfang des 17. Jahrhunderts wurde die Burganlage durch einen Brand zerstört, danach nur teilweise wieder aufgebaut, bis sie dann ab Ende des Jahrhunderts verlassen und ihrem Verfall preisgegeben wurde.
Im 19. Jahrhundert ging der Besitz der Burgruine an  Ban Josip Jelačić über.

## Galerie

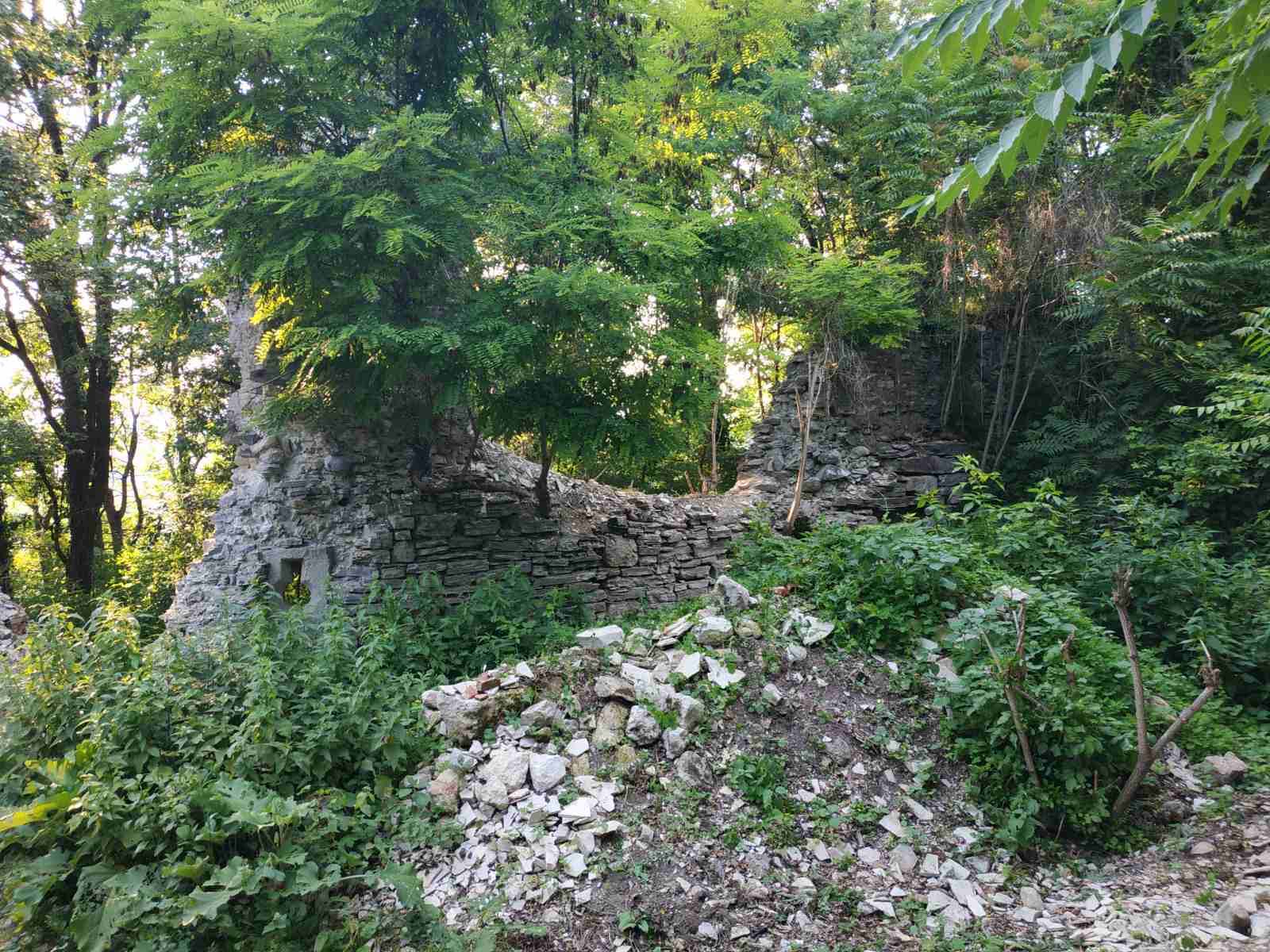
Mauerreste der Burg
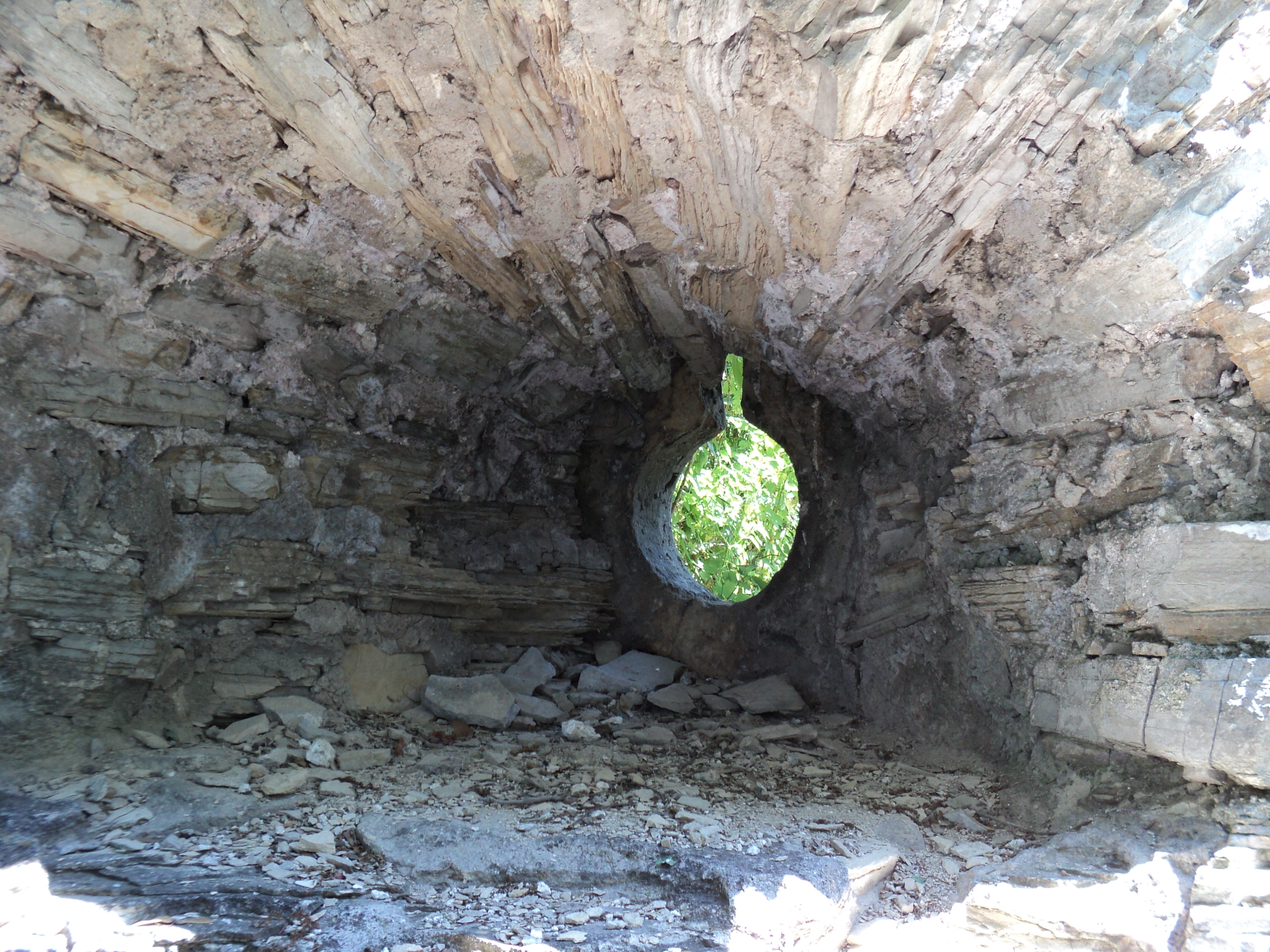
Schießscharte
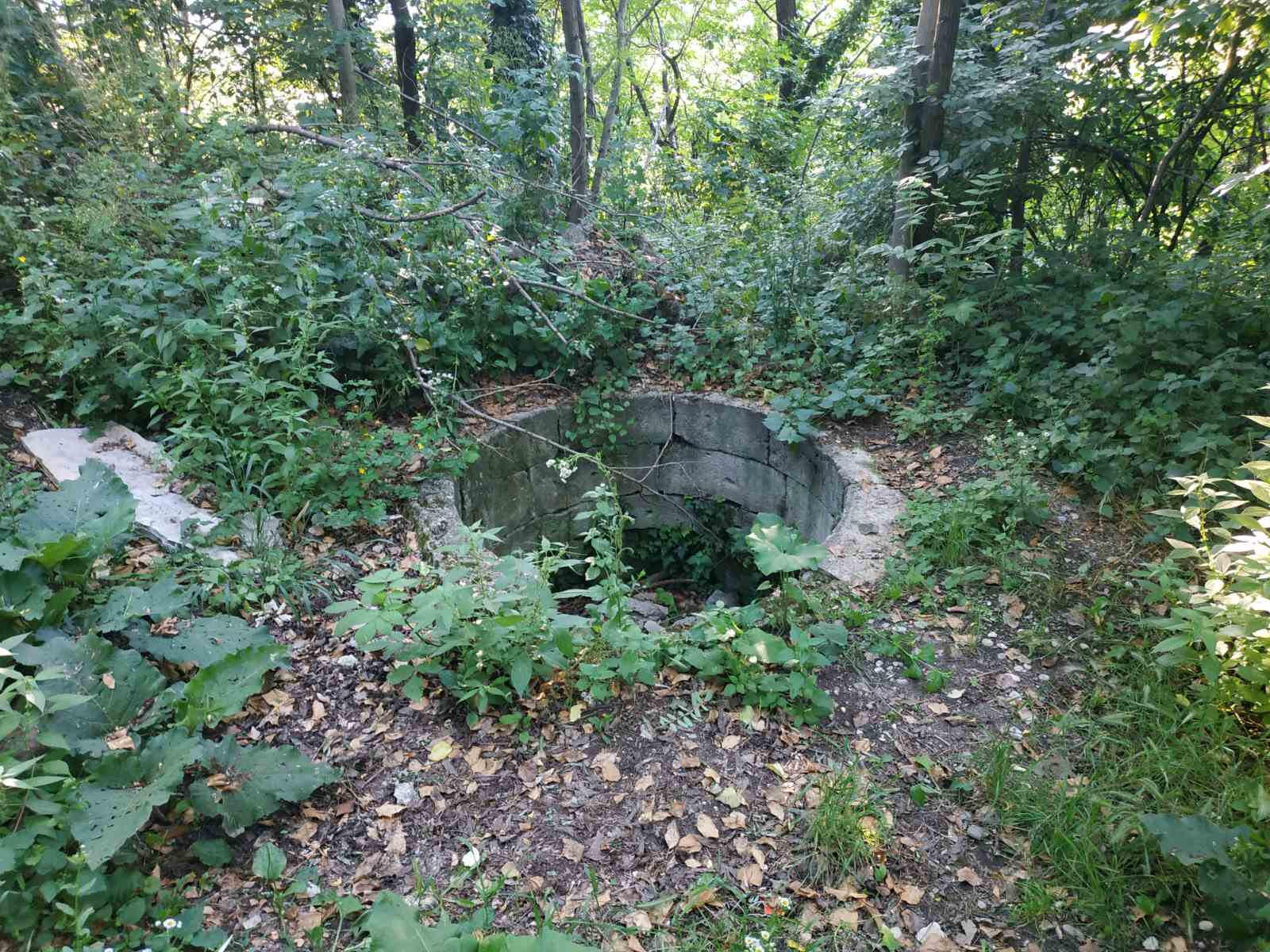
Brunnen
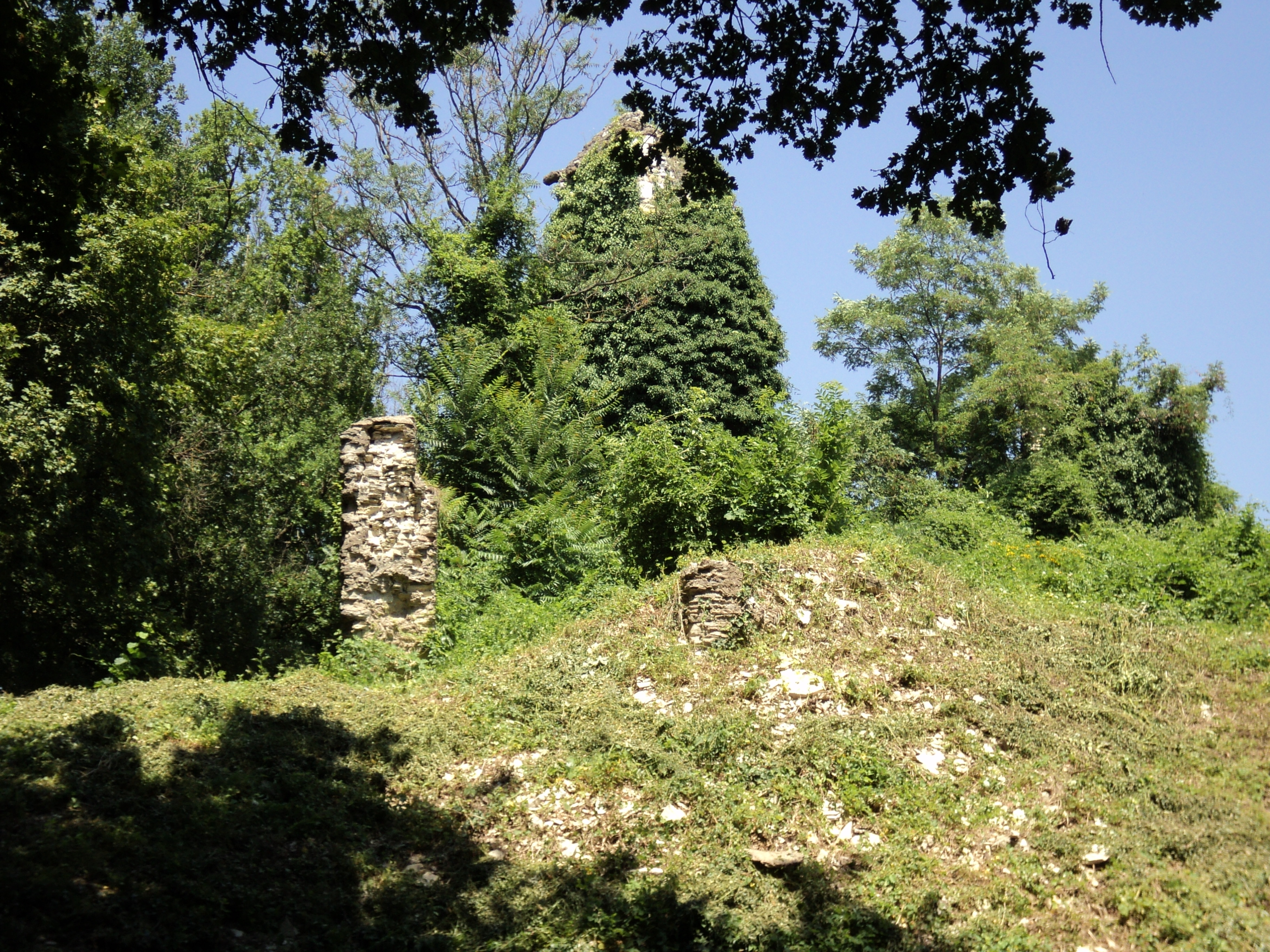
Reste eines Turms
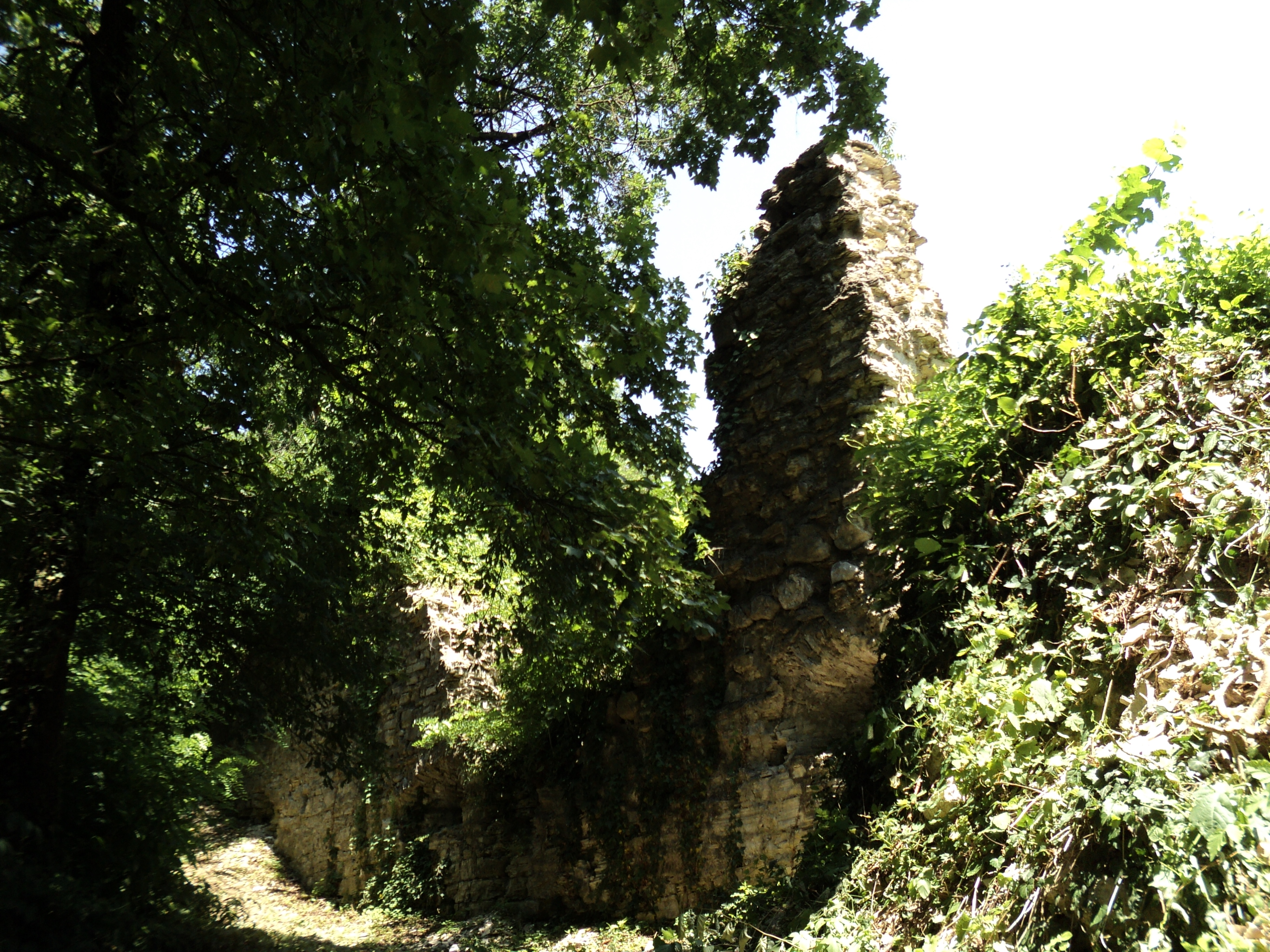
Seitenansicht der Ruine
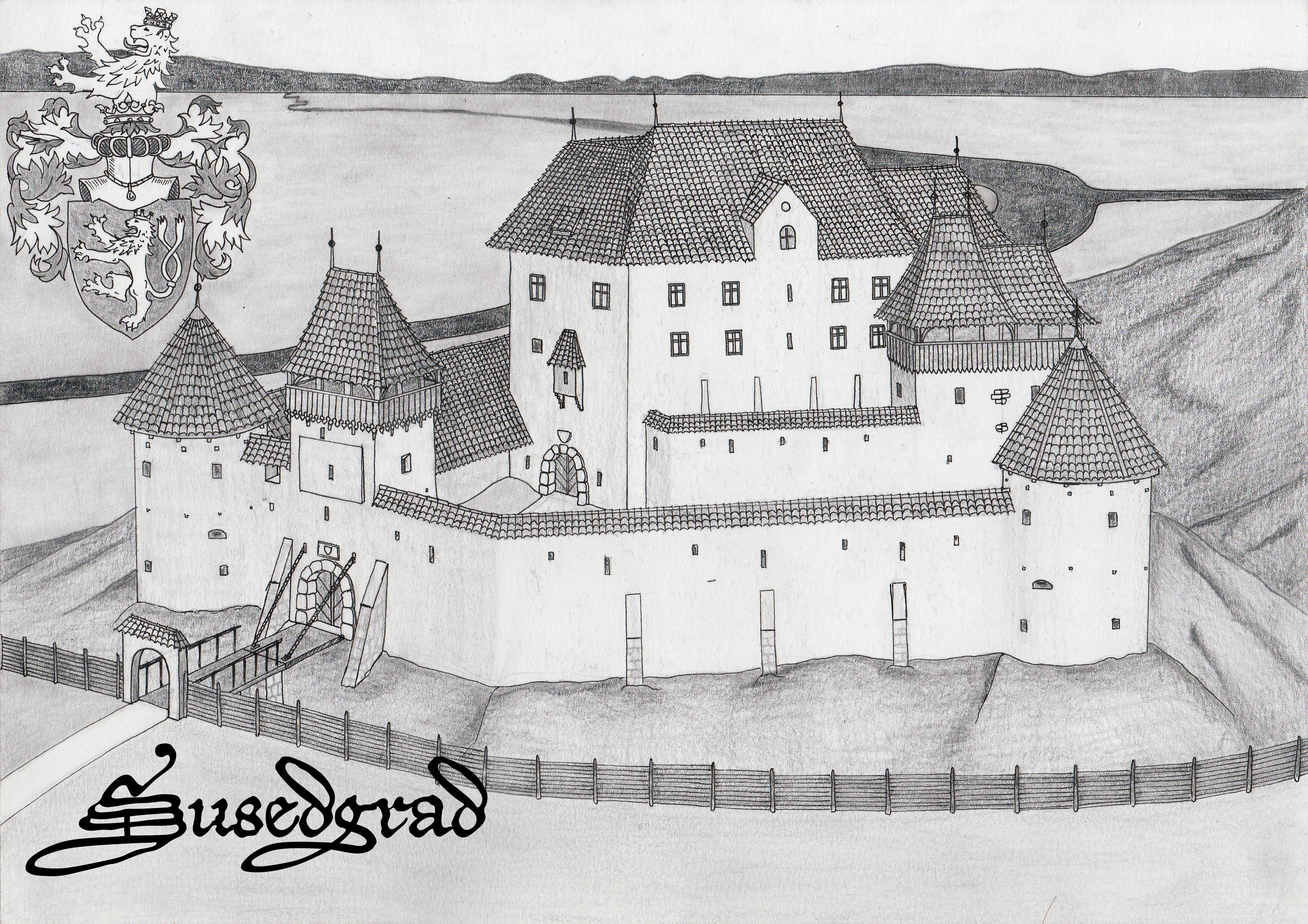
Rekonstruktionszeichnung von Susedgrad
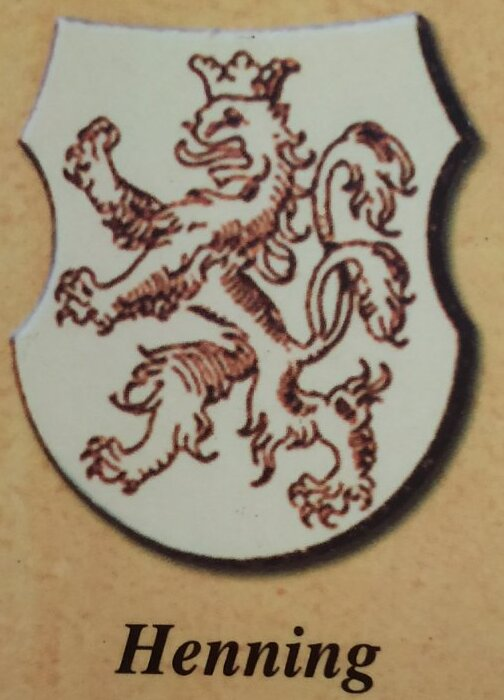
Wappen der Hennings